# Mera (India)
Mera è una suddivisione dell'India, classificata come census town, di 5.199 abitanti, situata nel distretto di Dhanbad, nello stato federato del Jharkhand. In base al numero di abitanti la città rientra nella classe V (da 5.000 a 9.999 persone).

## Geografia fisica
La città è situata a 23° 45' 23 N e 86° 47' 37 E.

## Società

### Evoluzione demografica
Al censimento del 2001 la popolazione di Mera assommava a 5.199 persone, delle quali 2.890 maschi e 2.309 femmine. I bambini di età inferiore o uguale ai sei anni assommavano a 771, dei quali 418 maschi e 353 femmine. Infine, coloro che erano in grado di saper almeno leggere e scrivere erano 2.825, dei quali 1.858 maschi e 967 femmine.